# Полуденная (приток Колыча)
Полуденная — река в России, протекает в Афанасьевском районе Кировской области. Левый приток реки Колыч. Устье реки находится в 69 км по левому берегу реки Колыч. Длина реки составляет 19 км.
Полуденная берёт начало около нежилой деревни Лесновская на границе с Пермским краем. Исток лежит на водоразделе, рядом начинаются верхние притоки реки Обва. Течёт на север через леса, на берегах несколько нежилых деревень. Приток — Малая Полуденная (левый).

## Данные водного реестра
По данным государственного водного реестра России относится к Камскому бассейновому округу, водохозяйственный участок реки — Кама от истока до водомерного поста у села Бондюг, речной подбассейн реки — бассейны притоков Камы до впадения Белой. Речной бассейн реки — Кама.
По данным геоинформационной системы водохозяйственного районирования территории РФ, подготовленной Федеральным агентством водных ресурсов:
- Код водного объекта в государственном водном реестре — 10010100112111100000344
- Код по гидрологической изученности (ГИ) — 111100034
- Код бассейна — 10.01.01.001
- Номер тома по ГИ — 11
- Выпуск по ГИ — 1